# Manuel Iborra
Manuel Iborra (Alacant, 1952) és un director de cinema, guionista i periodista valencià. Va estudiar a la Universitat Complutense de Madrid, on es va llicenciar en Ciències de la Informació, branca d'Imatge. També té estudis sobre teatre (TEI, Teatre Espanyol Independent) i vídeo (CIPLA, Barcelona). A més de la seua principal faceta com a director de cinema i de sèries de televisió, també ha treballat com periodista i ha realitzat spots publicitaris. Entre 1981 i 2014 va estar casat amb l'actriu Verónica Forqué amb qui va tenir una filla en comú.

## Filmografia

### Curts
- El gran Freddy Ortigosa, 1976.
- Pasiones monstruosas, 1978.

### Llargmetratges
- Tres por cuatro, 1981.
- Caín, 1986.
- El baile del pato, 1988.
- Orquesta Club Virginia, 1992.
- El tiempo de la felicidad, 1997.
- Pepe Guindo, 1999.
- Clara y Elena, 2001.
- La dama boba, 2006.

### Televisió
- La mujer de tu vida 2: La mujer vacía, 1992.
- Pepa y Pepe, 1994.
- La vida de Rita, 2003.

## Premis i nominacions
- Premi Goya 1990 al millor guió original per El baile del pato (1989).
- Festival de cinema de Màlaga 2006 Biznaga d'Or per La dama boba (2006).